# Budynek Wrocławskich Zakładów Zielarskich Herbapol SA we Wrocławiu
Budynek Wrocławskich Zakładów Zielarskich Herbapol SA, dawniej Dom handlowy „Victoria” – zabytkowy budynek przy ul. św. Mikołaja 65/67 we Wrocławiu.

## Historia

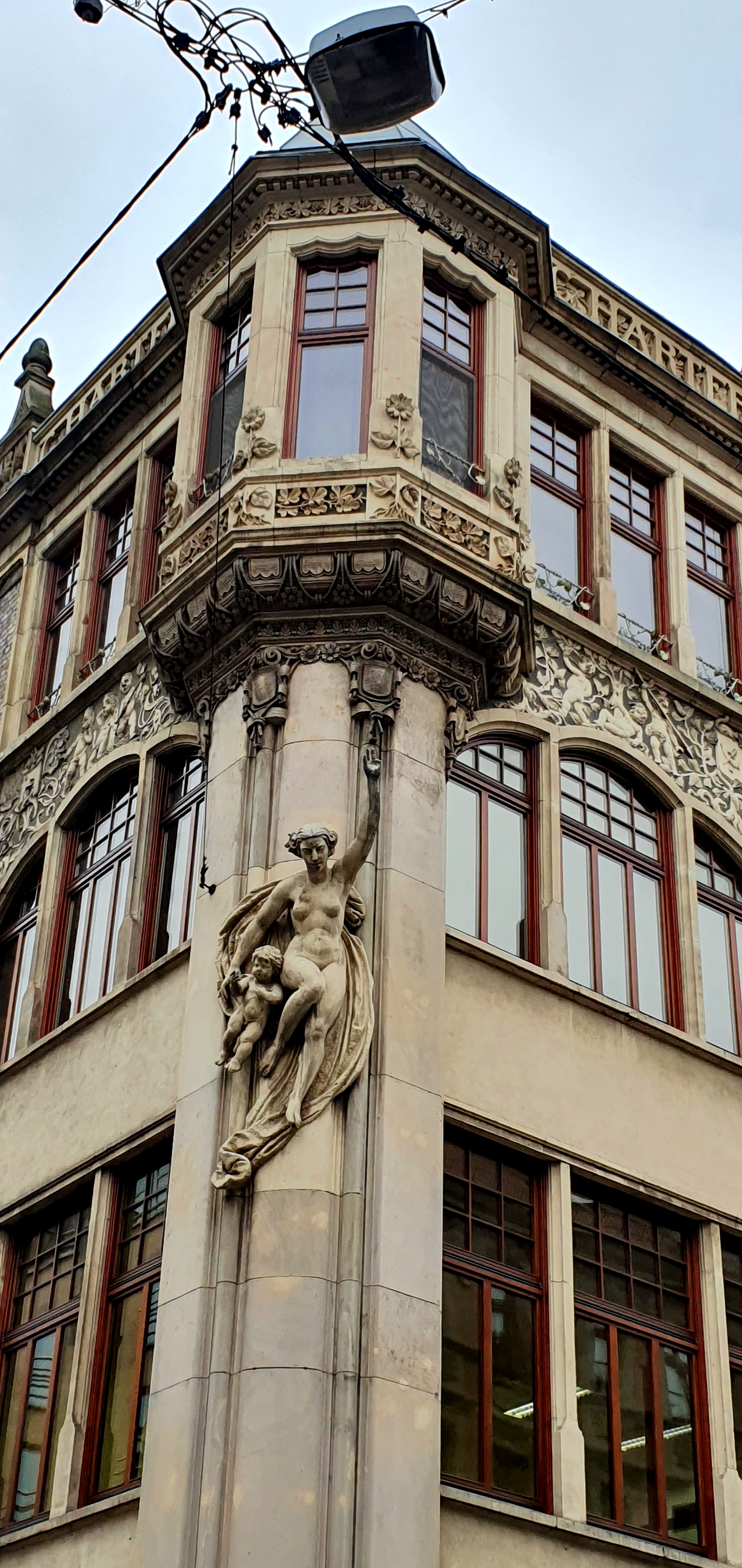
Postać Victorii na narożniku dawnego domu handlowego

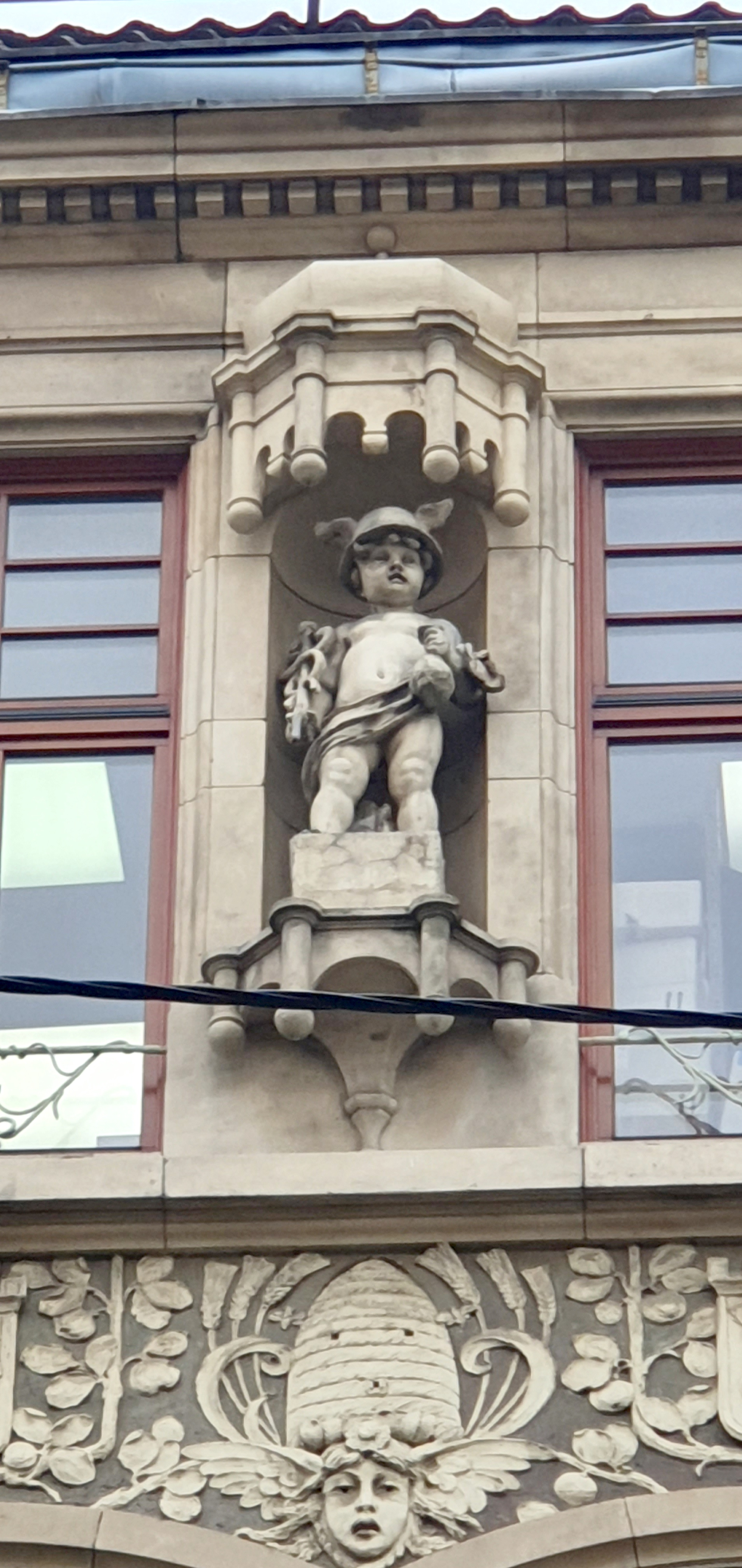
Jeden z trzech putt na elewacji budynku

W miejscu, gdzie obecnie stoi dawny dom handlowy Victoria, w średniowieczu znajdowały się szczytowe kamienice, od trzy- do pięciukondygnacyjnych. Do końca XIX wieku w ich częściach parterowych znajdowały się restauracje, piwiarnie oraz rzeźnia. W 1898 roku posesje nr 65–67 zostały zakupione przez przedsiębiorcę budowlanego Georga Hartela, który jeszcze w tym samym roku zaprojektował czteroskrzydłowy dom handlowy z dziedzińcem. Po rozpoczęciu prac zakupiono dodatkowo sąsiednią narożną posesję nr 68 oraz działkę przy ulicy Rzeźnicza 27. Zmieniono wówczas koncepcje projektu, poszerzając skrzydła północne i wschodnie. Budowę zakończono w 1900 roku. Na parterze budynku znajdowały się pomieszczenia usługowe: punkty sprzedaży detalicznej, punkty usługowe i gastronomiczne oraz galeria sztuki. Na wyższej kondygnacjach znajdowały się kantory i biura w skrzydle tylnym, w piwnicach i na poddaszu znajdowały się magazyny. Na najwyższej kondygnacji projektant i właściciel domu handlowego zaprojektował dla siebie luksusowe mieszkanie. W 1903 roku Hartel sprzedał budynek. W 1942 roku w budynku mieściła się fabryka papierosów firmy Aviatyk-Zigarettenfabrik G.m.b.H. (z tego powodu część witryn została zabudowana).

### Kino „Fata-Morgana”
W 1906 roku lub w listopadzie 1907 roku, w skrzydle północnym otworzono pierwsze we Wrocławiu stacjonarne kino dźwiękowo-wizualne o nazwie „Fata-Morgana”, prawdopodobnie pełniące jednocześnie funkcje piwiarni. Sala kinowa powstała na skutek przebudowy parteru, z połączenia dwóch lokali sklepowych i pokoju mieszkalnego z kuchnią. Pomieszczenie kinowe było połączone dwoma przejściami z sąsiadującym wyszynkiem. Było to wąskie kino sklepowe o powierzchni 90 m² i mieszczące ok. 100 widzów. Pod koniec 1909 roku kino zostało przebudowane według projektu Richarda Güntzela. Jego powierzchnia została wówczas powiększona o mały kantor, dostosowując pomieszczenie do funkcji pokoju projekcyjnego oraz bufet. Kino miało wówczas 18 rzędów i mieściło 139 miejsc siedzących oraz 12 miejsc stojących przy kabinie projekcyjnej. Właścicielką kina, do marca 1913 roku, była Sara Kayser, która sprzedała je Ernstowi Wendriner. Kino wówczas otrzymało nazwę Zentral-Kino. We wrześniu tego samego roku kino nabył Herman Eichler, a kino przemianował na Nicolai-Lichtspiele; pod koniec roku kino zostało zamknięte.

### Po 1945 roku
Po wojnie w murach budynku nadal produkowano wyroby tytoniowe, m.in. takie marki jak „Wrocławskie”, „Poznańskie”, „MDM”, „Grunwaldzkie” i „Wawele”. W 1956 roku budynek przeszedł w posiadanie Państwowych Zakładów Zielarskich Herbapol. Na cele produkcyjne przebudowano wnętrza, a wejścia i witryny zamurowano zastępując je oknami z wysoko umieszczonymi parapetami. W 2000 roku budynek został odnowiony.        

## Opis architektoniczny
Budynek jest czterokondygnacyjny, o żelbetonowej konstrukcji szkieletowej z wypełnieniem ceglanym i pokryty jest wysokim łamanym dachem. Został zaplanowany na rzucie kwadratu o boku 40 m z wewnętrznym dziedzińcem o wymiarach 18,5 x 16,5 m. We wschodnim i północnym skrzydle znajduje się szesnaście witryn oraz dwa szerokie przejazdy na dziedziniec, do których przylegają główne klatki schodowe ozdobione sztukaterią i obłożone marmurowymi okładzinami. Trzy klatki schodowe z windami zapewniały komunikację z wyższymi kondygnacjami. Dwudrzwiowe bramy wjazdowe zostały ozdobione motywami roślinnymi i datą „1900”. 
Elewacja swoim wystrojem nawiązuje do szkieletowej konstrukcji budynku. Dwie płaskie elewacje: północna i wschodnia, zostały podzielone wertykalnie, a rytm przęseł i filarów zaakcentowano sterczynami. Całość została pokryta piaskowcem, a filary polerowanym sjenitem. Na ich złączeniu umieszczono wykusz zwieńczony niewielką wieżyczką zakończoną w pierwotnej wersji wysokim ostrosłupowym hełmem. Wykusz podparty jest filarem, na zwieńczeniu którego umieszczono rzeźbioną postać nagiej kobiety, będącą personifikacją Victorii w towarzystwie putta. Na attyce, po obu stronach wykusza, znajdują się kute w piaskowcu napisy „G. Harter”. 
W elewacji północnej, w części dachowej, znajdują się dwa trójkątne szczyty będące reliktem pierwotnego projektu przed rozbudową; w elewacji wschodniej taki sam trójkątny szczyt znajduje się w środkowej osi elewacji. Na dwóch pierwszych kondygnacjach powierzchnie ścian zajmują głównie trzyczęściowe okna. Na trzeciej kondygnacji trójdzielne okna wykończone są łukami, nad którymi w układzie dwupasmowym przedstawiono dwa cykle alegorycznych przedstawień, wplecionych w ornament roślinny z elementami secesji. Podobne secesyjne płaskorzeźby znajdują się na narożnym wykuszu i na szczytach. W każdym polu umieszczono tarcze herbowe, na których symbolicznie przedstawiono sztuki wyzwolone. W partii szczytowej, na wspornikowych postumentach, pod baldachimami umieszczono figury dziecięce z atrybutami o symbolice kupieckiej, m.in. chłopiec w uskrzydlonym hełmie Hermesa, z kaduceuszem i z trzymaną w dłoni sakiewką.       
Elewacja od strony dziedzińca została pokryta glazurowaną cegłą. 